# Góra Żar w Międzybrodziu Żywieckim (ośrodek narciarski)
Góra Żar w Międzybrodziu Żywieckim – ośrodek narciarski położony w Międzybrodziu Żywieckim w Beskidzie Małym na południowym zboczu góry Żar (761 m n.p.m.).

## Wyciągi i trasy
W skład kompleksu wchodzą:
- kolej linowo-terenowa na Żar o długości 1334 m, przepustowości 1200 osób na godzinę, pojemność jednego składu – 115 osób. przewyższenie trasy to 304 m, dolna stacja znajduje się na wysokości 454,5 m n.p.m., a górna stacja – na wysokości 758,5 m n.p.m.[2]
- wyciąg orczykowy w pobliżu górnej stacji kolei, o długości 300 m i przewyższeniu 54 m, czas jazdy 2 minuty, przepustowość 750 osób na godzinę
- wyciąg taśmowy Sun Kid (dla dzieci) w pobliżu dolnej stacji kolei, o długośćci 51 m i przewyższeniu 10 m, czas jazdy 2 minuty.

Wzdłuż torów kolei linowo-terenowej istnieją 3 trasy narciarskie:
- trasa czerwona (od górnej do dolnej stacji kolei) o długości 1600 m i średnim nachyleniu 19%
- trasa niebieska wzdłuż wyciągu orczykowego, o długości 300 m i średnim nachyleniu 18%
- trasa zielona wzdłuż wyciągu taśmowego, odługości 51 m i średnim nachyleniu 20%.

Trasy są oświetlone, ratrakowane, dośnieżane i nagłośnione.

## Homologacje FIS
Czerwona trasa wzdłuż kolei ma homologacje FIS na rozgrywanie zawodów w slalomie gigancie (na całej trasie) i slalomie (na dolnym odcinku trasy) obu płci. Homologacje mają numery odpowiednio 10413/12/11 i 10414/12/11 i są ważne do 1 listopada 2021 roku.

## Pozostała infrastruktura
Na terenie ośrodka do dyspozycji narciarzy i snowboardzistów są:
- wypożyczalnia sprzętu narciarskiego
- serwis oraz szkoła (i przedszkole) narciarska i snowboardowa
- restauracja i bar szybkiej obsługi na górnej stacji kolei i punkty gastronomiczne w pobliżu dolnej stacji
- parking.

Stacja nie jest członkiem Stowarzyszenia Polskie stacje narciarskie i turystyczne.

## Operator
Operatorem i właścicielem stacji są Polskie Koleje Linowe S.A.

## Historia
Kolej powstała na torach dawnego wyciągu szybowcowego, które zostały jedynie odpowiednio przygotowane do tego celu. Miejscowi piloci wiedzieli już wcześniej o modernizacji kolei na Gubałówkę, dlatego zaproponowali przeniesienie dawnej do Międzybrodzia Żywieckiego i zorganizowanie obok niej trasy narciarskiej. 12 sierpnia 2003 Przedsiębiorstwo Robót Kolejowych przystąpiło do realizacji inwestycji, a po 130 dniach zakończono budowę: w wyniku modernizacji i wymiany infrastruktury kolei linowo-terenowej na Gubałówkę, dotychczas używane, odnowione wagony z Gubałówki zostały przeniesione na zmodernizowane tory na Górę Żar w Międzybrodziu Żywieckim. Uroczyste otwarcie wraz z poświęceniem odbyło się 20 grudnia 2003, wraz z nową koleją została oddana do eksploatacji sztucznie zaśnieżana i oświetlona trasa narciarska.